# Annemarie Jeanette Neubecker

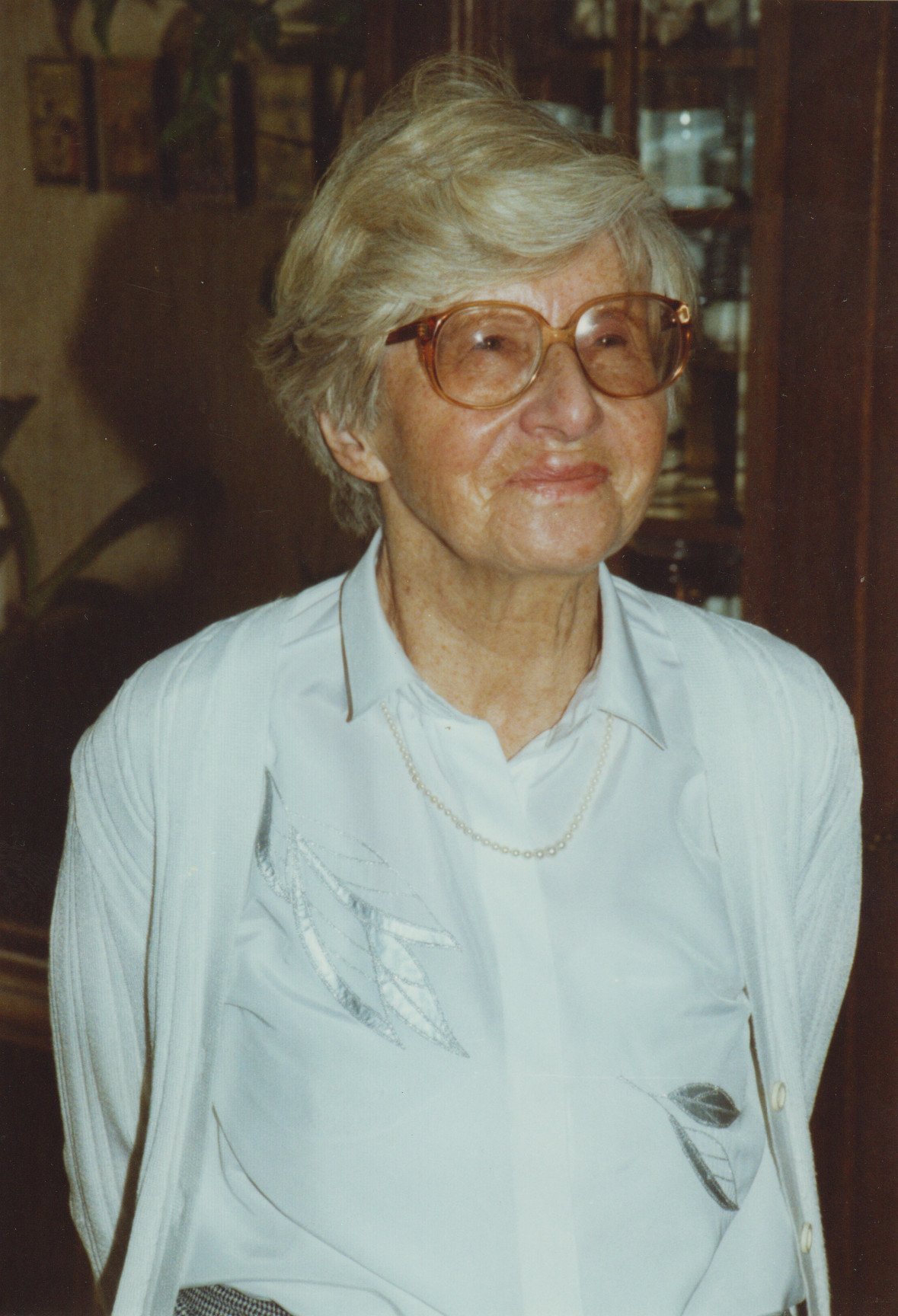
Annemarie Jeanette Neubecker

Annemarie Jeanette Neubecker (Geburtsname Ettlinger, später Gieser, * 9. Oktober 1908 in Charlottenburg bei Berlin; † 27. August 2001 in Heidelberg) war eine deutsche Klassische Philologin. Als Spezialistin für die antike griechische Musik und Musiktheorie veröffentlichte sie eine Einführung in die griechische Musik (1977, 2. Auflage 1994) sowie eine Edition mit Übersetzung und Kommentar von Philodems Schrift De musica (Buch 4, 1986).

## Leben
Annemarie Jeanette Ettlinger war die Tochter des Schriftstellers Josef Ettlinger (1869–1912) und seiner Ehefrau Melita Emilie geb. Kilian (1879–1971). Nach dem frühen Tod des Vaters übersiedelte sie mit ihrer Mutter 1914 nach Heidelberg, wo ihre Mutter den Chemiker Karl Gieser (1881–1938) heiratete, dessen Namen Annemarie später annahm.
In Heidelberg besuchte sie das Realgymnasium für Mädchen, legte 1926 die Reifeprüfung ab und studierte anschließend Klassische Philologie und Romanistik an den Universitäten zu Heidelberg, München und Grenoble. Am 25. Juli 1931 heiratete sie in Heidelberg den Heraldiker Ottfried Neubecker (1908–1992) und schloss ihr Studium deshalb nicht mit dem Staatsexamen ab. In einem späteren Lebenslauf (1956) schrieb sie dazu: „Meine Absicht, mit einer von Herrn Professor Regenbogen angeregten Dissertation über das Problem der Daktyloepitriten bei Pindar zu promovieren, kam nicht zur Ausführung, da wissenschaftliche Mitarbeit bei meinem Mann und die Erziehung dreier Kinder mich zu stark beanspruchten und mir andererseits durch die nationalsozialistische Gesetzgebung die Aussicht auf Anwendung meiner Kenntnisse genommen war.“
Nach den Novemberpogromen 1938 nahm sich ihr Stiefvater, der jüdische Vorfahren hatte, am 30. November 1938 das Leben.
Ab 1949 arbeitete Neubecker am Institut für hellenistisch-römische Philosophie der Deutschen Akademie der Wissenschaften zu Berlin. Unter der Leitung von Otto Luschnat bereitete Neubecker dort eine Edition von Philodems Schrift De musica vor, zu der sie einen Wortindex mit 10.000 Karten erstellte. Ihre Ehe mit Ottfried Neubecker wurde am 12. Dezember 1950 geschieden. Aus ihrer wissenschaftlichen Arbeit erwuchs ihre Doktorarbeit zur Bewertung der Musik bei den Stoikern und Epikureern, die Otto Luschnat angeregt hatte und betreute. Als Dissertation wurde die Arbeit von Johannes Stroux an der Humboldt-Universität zu Berlin angenommen; nach seinem Tod 1954 übernahmen Ernst Grumach und Walther Vetter die Begutachtung. Am 2. März 1955 wurde Annemarie Jeanette Neubecker an der Humboldt-Universität zu Berlin zum Dr. phil. promoviert.
Noch im Jahr ihrer Promotion verließ sie Berlin und ging an die Universität Heidelberg, wo sie als Wissenschaftliche Angestellte die Bibliothek des Philologischen Seminars (ab 1968: „Seminar für Klassische Philologie“) leitete. Gleichzeitig hielt sie als Lehrbeauftragte an diesem Seminar Lehrveranstaltungen ab. 1975 trat sie in den Ruhestand, blieb aber weiterhin wissenschaftlich tätig.
Annemarie Jeanette Neubecker starb am 27. August 2001 im Alter von 92 Jahren. Sie liegt auf dem Friedhof Handschuhsheim begraben.

## Wissenschaftliches Werk
Neubeckers Forschungsschwerpunkt war die antike griechische Musik und Musiktheorie. In ihrer Doktorarbeit (erschienen 1956) beschäftigte sie sich mit der Schrift De musica des Epikureers Philodemos von Gadara, die im 18. Jahrhundert durch die Papyrusfunde in der Villa dei Papiri in Herculaneum bekannt geworden war. Von der Schrift existierte außer der völlig ungenügenden Editio princeps (1793) nur eine Ausgabe von Johannes Kemke (1884), die auf Abzeichnungen des Papyrus basierte. Neubecker untersuchte die Stellung der Schrift in der antiken Musiktheorie und kommentierte ihre Textgestalt und ihren Inhalt im Einzelnen.
In ihrer Heidelberger Zeit veröffentlichte Neubecker 1977 die Monografie Altgriechische Musik. Eine Einführung, die in der Fachwelt begrüßt wurde. Das Buch gilt als Standardwerk, erschien 1986 in neugriechischer Übersetzung und erlebte 1994 eine zweite, durchgesehene und erweiterte Auflage. Darüber hinaus verwertete Neubecker ihre jahrzehntelange Forschungsarbeit auf dem Gebiet der altgriechischen Musik in einem Forschungsbericht über die Jahre 1958 bis 1986, der in der Zeitschrift Lustrum erschien.
1986 veröffentlichte Neubecker eine Ausgabe des vierten Buches von Philodems Schrift De musica mit Übersetzung und Kommentar. Sie bezog dabei herculanensische Papyri und Disegni ein, die im Laufe des 19. Jahrhunderts entziffert und dieser Schrift zugeordnet worden waren. Auf dieser Grundlage beruhte auch die Edition ihres Vorgängers Kemke (1884), dessen Rekonstruktion des Textes sie grundsätzlich übernahm; im Gegensatz zu Kemke prüfte sie jedoch die Papyri und Disegni nach dem Autopsieprinzip in Neapel und konnte auf diese Weise den Text weitaus vollständiger und verlässlicher herstellen. Martin L. West, der zu dieser Zeit an seiner Monografie Ancient Greek Music (1992) arbeitete, lobte in einer Rezension die Qualität der Textherstellung, der Übersetzung und des Kommentars.

## Schriften (Auswahl)
- Die Bewertung der Musik bei Stoikern und Epikureern. Eine Analyse von Philodems Schrift De musica. Berlin 1956 (= Dissertation; Deutsche Akademie der Wissenschaften zu Berlin. Institut für griechisch-römische Altertumskunde. Arbeitsgruppe für hellenistisch-römische Philosophie. Veröffentlichung Nr. 5)
- Altgriechische Musik. Eine Einführung. Darmstadt 1977. Nachdruck 1988. 2., durchgesehene und um einen Nachtrag erweiterte Auflage 1994, ISBN 3-534-04497-5
  - Neugriechische Übersetzung von Mirella Simota-Phidetzi: Η μουσική στην αρχαία Ελλάδα. Athen 1986
- Altgriechische Musik 1958–1986. In: Lustrum. Band 32 (1992), S. 99–176; 293–296
- Philodemus: Über die Musik, IV. Buch. Text, Übersetzung und Kommentar. Neapel 1986 (La scuola di Epicuro 4), ISBN 978-88-7088-119-6